# Lijst van rivieren in Florida
Dit is een lijst van rivieren in Florida.

## Atlantische kust
- St. Marys River
  - Amelia River
    - Bells River
- Nassau River
  - South Amelia River
  - Thomas Creek
- Fort George River
- Halifax River
- St. Johns River
  - Sisters Creek
  - Broward River
  - Trout River
    - Ribault River

  - Arlington River
  - Ortega River
  - Julington Creek
  - Black Creek
  - Dunns Creek
  - Ocklawaha River
  - Salt Springs River
  - Alexander Springs Creek
  - Wekiva River
    - Little Wekiva River

  - Econlockhatchee River
    - Little Econlockhatchee River
- St. Marys River
- Miami River
- Matanzas River

## Lake Okeechobee
- Kissimmee River
  - Istokpoga Creek
  - Lake Hatchineha
    - Dead River
      - Reedy Creek
        - Bonnet Creek
          - Cypress Creek

        - Whittenhorse Creek

    - Lake Marion Creek
      - Snell Creek

## Golf kust
- Alafia River
- Apalachicola River
- Aucilla River
- Blackwater River
- Caloosahatchee River
- Chipola
- Choctawhatchee River
- Coldwater River
- Crystal River
- Deep Creek
- Econfina River
- Econlahatchee River
- Escambia River
- Hillsborough River
- Homosassa River
- Ichetucknee River
- Juniper Creek
- Little Manatee River
- Little Withlacoochee River
- Manatee River
- Myakka River
- New River
- Ochlockonee River
- Palm River
- Peace River
- Perdido River
- Santa Fe River
- Sepulgia Creek
- Shoal River
- St. Marks River
- Suwannee
  - Alapaha River
  - Withlacoochee (Suwannee)
- Sweetwater Creek
- Telogia Creek
- Yellow River
- Waccasassa River
- Wacissa River
- Withlacoochee

Alabama · Alaska · Arizona · Arkansas ·  Californië · Colorado · Connecticut · Delaware · Florida · Georgia · Hawaï · Idaho ·  Illinois · Indiana · Iowa · Kansas · Kentucky · Louisiana · Maine · Maryland · Massachusetts · Michigan · Minnesota · Mississippi · Missouri · Montana · Nebraska · Nevada · New Hampshire · New Jersey · New Mexico · New York ·  North Carolina · North Dakota · Ohio · Oklahoma · Oregon · Pennsylvania · Rhode Island · South Carolina · South Dakota · Tennessee · Texas · Utah · Vermont · Virginia · Washington (staat) · Washington D.C. · West Virginia · Wisconsin · Wyoming